# 中华人民共和国第十一届少数民族传统体育运动会
中华人民共和国第十一届少数民族传统体育运动会由国家民委和国家体育总局主办、河南省人民政府承办，定于2019年9月在河南省郑州市举行。

## 象征

### 会徽
本届运动会会徽主体图形由腾飞向上的龙、凤及两侧的色带组成：龙凤形似阿拉伯数字“11”，恰为本届运动会的届次，又寓有“龙凤呈祥”之意；两侧旋转成半圆的橙色与蓝绿色的色带分别代表着黄河与长江，寓意天南地北各民族的团结凝聚。会徽轮廓与汉字“中”的轮廓相似，龙凤相依相伴腾飞之势，突出了“中华民族一家亲、同心共筑中国梦”的主题。

### 吉祥物
运动会吉祥物是身着中国传统服饰的龙娃“中中”，其胸前装饰图案取自郑州出土的商代经典青铜器“商鼎”，体现举办地郑州深厚的历史文化积淀。

### 口号
奋进新时代，中原更出彩

### 主题曲
运动会主题歌《奔跑的梦想》由著名词作家王平久、作曲家马上又（回族）以及音乐制作人常石磊（蒙古族）联袂制作。

## 比赛项目
- 竞赛项目：花炮、珍珠球、木球、蹴球、毽球、龙舟、独竹漂、秋千、射弩、陀螺、押加、高脚竞速、板鞋竞速、民族武术、民族式摔跤（搏克、且里西、格、北嘎、绊跤、希日木）、民族马术（民族赛马、走马、跑马射箭、跑马拾哈达）、民族健身操（规定套路、自选套路）。

- 表演项目：竞技类、技巧类、综合类。

民族马术项目比赛于2019年7月12日至17日在内蒙古自治区呼和浩特市（分赛场）举行。